# Trofeo Alfredo Binda - Comune di Cittiglio 2014
Il Trofeo Alfredo Binda - Comune di Cittiglio 2014, trentanovesima edizione della corsa, valida come seconda prova della Coppa del mondo di ciclismo su strada femminile 2014, si svolse il 15 marzo 2014 su un percorso di 121,4 km, con partenza da Laveno-Mombello e arrivo a Cittiglio, in Italia. La vittoria fu appannaggio della svedese Emma Johansson, la quale completò il percorso in 3h05'24", precedendo la britannica Lizzie Armitstead e la bielorussa Alena Amjaljusik.
Sul traguardo di Cittiglio 68 cicliste, su 159 partite da Laveno-Mombello, portarono a termine la competizione.

## Ordine d'arrivo (Top 10)
| Pos. | Corridore              | Squadra        | Tempo    |
| ---- | ---------------------- | -------------- | -------- |
| 1    | Emma Johansson         | Orica-AIS      | 3h05'24" |
| 2    | Lizzie Armitstead      | Boels-Dolmans  | s.t.     |
| 3    | Alena Amjaljusik       | Astana BePink  | s.t.     |
| 4    | Anna van der Breggen   | Rabo-Liv       | s.t.     |
| 5    | Pauline Ferrand-Prévot | Rabo-Liv       | s.t.     |
| 6    | Elisa Longo Borghini   | Hitec Products | s.t.     |
| 7    | Ol'ga Zabelinskaja     | RusVelo        | s.t.     |
| 8    | Ellen van Dijk         | Boels-Dolmans  | s.t.     |
| 9    | Giorgia Bronzini       | Wiggle-Honda   | a 49"    |
| 10   | Elena Cecchini         | Mexico-Faren   | s.t.     |